# Charles Hartley
Charles Hartley (Sir Charles Augustus Hartley, n. 3 februarie 1825, Gateshead⁠(d), Tyne and Wear, Anglia, Regatul Unit al Marii Britanii și Irlandei – d. 20 februarie 1915, Londra, Regatul Unit al Marii Britanii și Irlandei) a fost un cunoscut inginer civil britanic din epoca victoriană. Datorită lucrărilor sale extinse de cartografiere a unuia dintre cele mai lungi fluvii din Europa, și a proiectării unor remarcabile lucrări de regularizare pentru navigație pe cursul inferior al acestuia, a devenit cunoscut sub numele de „Părintele Dunării”.

## Biografie
Charles Hartley s-a născut în 1825 la Heworth, Gateshead, comitatul Durham. A studiat în Bishop Auckland, apoi la Leeds.
A absolvit la 13 ani gimnaziul Gateshead și a început ucenicia la un antreprenor de lucrări miniere. În același timp urma cursuri teoretice serale prin care își completa cunoștințele. Își termină ucenicia inginerească, la vârsta de 19 ani, la un antreprenor hidrotehnic din Leeds, unde a participat  la lucrări de hidroameliorații, canale navigabile și lucrări de geniu civil. Ca majoritatea inginerilor din generația lui, a activat și în domeniul lucrărilor de construcții feroviare. Astfel, la 25 septembrie 1845, a fost angajat ca inginer stagiar al Căilor Ferate Scoțiene (compania Scotish Central Railway), unde își începe activitatea inginerească ce va dura timp de 70 de ani.
Ulterior, s-a dedicat ingineriei hidrotehnice și amenajării estuarelor și porturilor pentru navigație.
Câștigându-și un bun renume ingineresc în Scoția, renumitul inginer englez Joseph Locke⁠(d) i-a oferit lui Charles Hartley, la numai 23 de ani, conducerea unui șantier pe care îl contractase în portul Plymouth din sudul Angliei. Hartley a condus singur, începând cu noiembrie 1848, lucrările la amenajarea cheiurilor, digurilor și bazinului portuar. Aici, la Plymouth, Hartley și-a câștigat reputația că se încadra mereu cu precizie în devizele estimative pe care le propunea inițial clienților săi pentru diverse lucrări, reputație care i-a crescut cu timpul și care a fost un element esențial în cariera sa profesională.
Ulterior, a fost angajat pentru supravegherea construcției portului Sutton. A lucrat apoi pentru unele dintre cele mai mari și mai importante căi navigabile ale lumii, inclusiv lucrările inițiale (1861) de la Canalul Suez și Portul Odesa (1867). 
După ce a activat în Războiul Crimeii (1853 - februarie 1856) în calitate de adjunct al comandantului corpului de geniști anglo-turc de la Kerci, a fost numit inginer-șef al lucrărilor efectuate de Comisia Europeană a Dunării pentru îmbunătățirea navigației la gurile de vărsare în Marea Neagră  ale Dunării, poziție pe care a păstrat-o până în 1872, când a devenit inginer consultant pentru această Comisie. 
În 1875, a făcut parte din dintre comitetul autorizat de către  Congresul Statelor Unite pentru a propune și a raporta lucrările necesare pentru formarea și menținerea unui șenal navigabil suficient de adânc pe brațul sudic al deltei fluviului Mississippi. În 1884, guvernul britanic l-a numit membru al comisiei tehnice internaționale pentru lărgirea Canalului Suez. În plus, el a fost consultat de guvernul britanic și de alte state în legătură cu multe alte lucrări fluviale și portuare, inclusiv îmbunătățirea navigației pe Scheldt, Hooghly, Don și Nipru și a porturilor Odesa, Triest, Kustendjie (în prezent Constanța), Burgas, Varna și Durban (Africa de Sud). A fost membru, din partea guvernului britanic, al Comisiei Tehnice Internaționale pentru lărgirea Canalului Suez, determinând preluarea de către Administrația Canalului de Suez a regulamentelor de navigație și a sistemului de taxare al Comisiei Europene a Dunării.
Sir Charles Hartley s-a retras din activitatea profesională în 1907, la vârsta de 82 de ani. El s-a stins din viață la 20 februarie 1915 în Londra, lăsând în urmă o spectaculoasă operă inginerească. Mormântul lui se află în Cimitirul Highgate din Londra, iar pe piatra funerară este gravată inscripția:
Sir Charles A. Hartley (1825-1915), Chief Engineer working to make the lower portion of the Danube navigable.

## Activitatea în cadrul Comisiei Europene a Dunării
În timpul Războiului Crimeii, Charles Hartley fusese adjunct (cu grad de căpitan) al comandantului corpului de geniști anglo-turc detașat în zona Strâmtorii Kerci, maiorul John Stokes. Charles Hartley se ocupa de construirea fortificațiilor din acea zonă și a fost remarcat imediat de John Stokes, cei doi devenind prieteni pe viață. După terminarea Războiului Crimeii, în urma Tratatului de la Paris (1856) a fost înființată Comisia Europeană a Dunării. Maiorul John Stokes, fiind desemnat membru din partea Marii Britanii în aceasta comisie, a cerut să îi fie puși la dispoziție trei ingineri, printre care și Charles Hartley.
În ianuarie 1857, Charles Hartley a sosit la Galați, unde și-a luat în primire postul de Inginer Șef al Comisiei Europene a Dunării (a prevalat și faptul că delegațiile celorlalte puteri reprezentate în acest organism internațional - Imperiul Austriac, Franța, Regatul Prusiei, Imperiul Rus, Regatul Sardiniei și Imperiul Otoman - erau compuse îndeosebi din diplomați de carieră și avocați). Avea un salariu considerabil pentru acea perioadă (cca. 673 lire sterline pe an, în monedă echivalentă de astăzi aproximativ 50.000 Euro pe an).

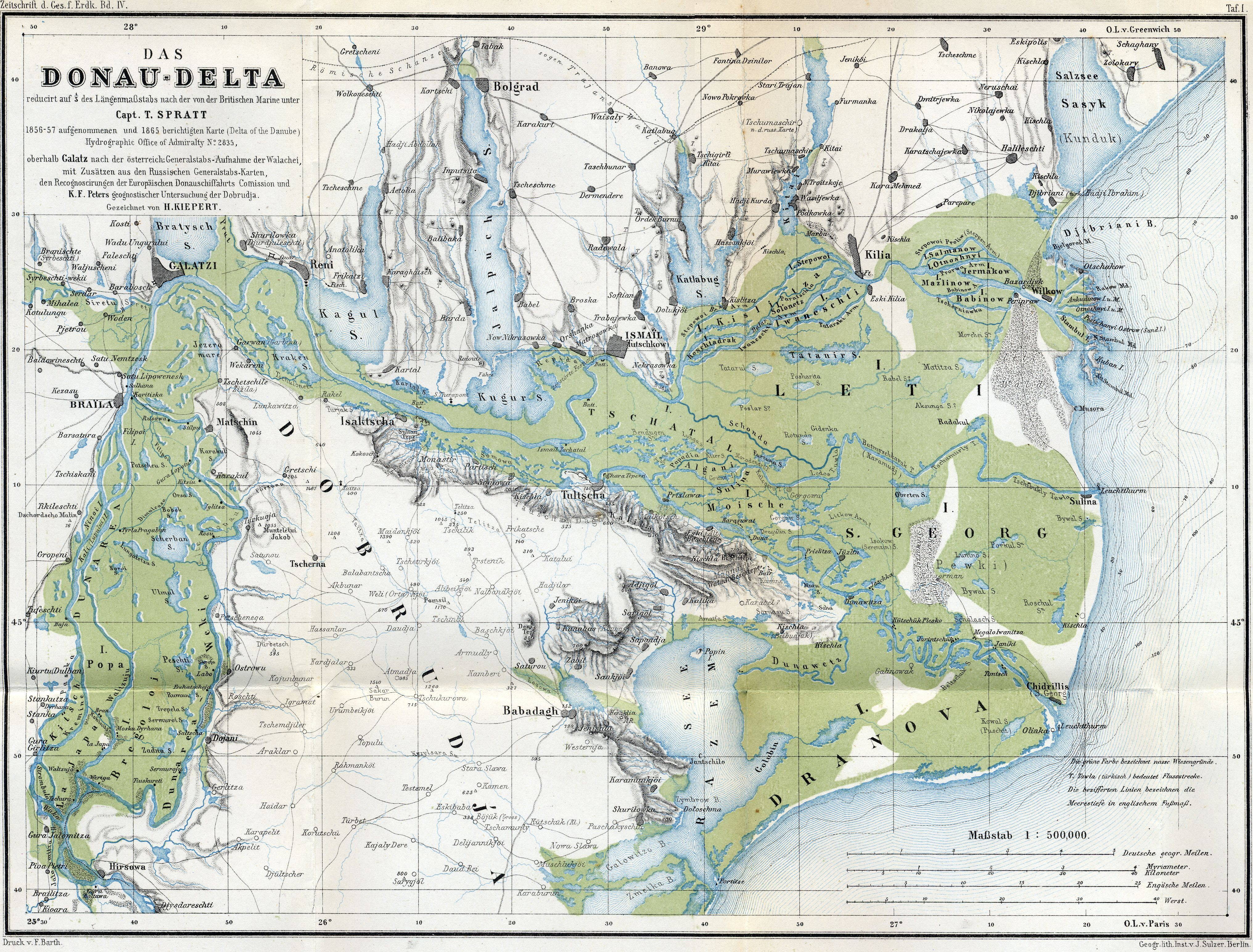
Gurile Dunării, hartă din 1867

Situația navigației la gurile Dunării, la momentul în care Hartley și-a luat în primire funcția, era gravă, mai ales din punct de comercial. Principala cale de navigație sud-est europeană era aproape blocată. Imperiul Rus, fostul ocupant al Deltei Dunării din ultima perioadă, nu făcuseră nicio lucrare de decolmatare la gurile de vărsare ale Dunării, transportul comercial pe brațul Sulina fiind haotic. După încetarea monopolului turcesc asupra aprovizionării cu grâne din Principatele Române, ca urmare a Păcii de la Adrianopol (1829), volumul exporturilor de grâu, porumb, orz și ovăz din porturile dunărene Galați și Brăila crescuse de la 50.000 tone anual în 1837 la 211.000 tone în 1845, anul dinaintea abrogării restricțiilor protecționiste engleze la importurile de grâne în Marea Britanie, cunoscute sub numele de sistemul „Corn Laws”. În 1847, după ce Regatul Unit a adoptat politica liberului schimb, sub presiunea catastrofei umanitare cunoscută ca „Marea Foamete Irlandeză”, iar întreaga Europa de vest se confrunta cu o severă criză de alimente, pe fondul căreia aveau să izbucnească marile convulsii sociale și politice europene ale anului 1848, exportul de grâne la gurile Dunării s-a dublat, în numai doi ani, ajungând la 400.000 tone anual. Faptul că în timpul ocupației rusești a Deltei Dunării navigația în zonă devenise extrem de dificilă a făcut ca marile puteri vest-europene să hotărască, prin Tratatul de la Paris (1856), să redea acest teritoriu, nominal, Imperiului Otoman. În același timp, puterile occidentale au hotărât să înființeze un organism european de administrare colectivă modernă a gurilor Dunării, cu scopul principal de a reglementa comerțul pe apă la gurile Dunării. Nou înființata Comisie Europeană a Dunării urma să organizeze și să asigure un statut al navigației comerciale la gurile Dunării, conform principiilor de libertate a navigației stabilite la Congresul de la Viena încă din 1815. Comisia a devenit astfel o soluție viabilă pentru asigurarea aprovizionării dintr-o  sursă alternativă de import a unor produse, pe atunci strategice, cum erau grânele, sursă, în același timp, liberă de controlul Imperiului Țarist. Succesul relativ rapid al Comisiei a transformat-o mai târziu într-un model de referință pentru multe alte căi navigabile ale lumii.
Principala problemă cu care se confrunta pe atunci navigația pe Dunăre între Galați și ieșirea la Marea Neagră era faptul că noile nave comerciale, de capacitate mai mare, aveau și un pescaj mai mare, care nu le permitea trecerea prin deltă la ape mici sau în timpul furtunilor. Charles Cunningham, vice-consulul englez de la Galați, scria că „în decembrie 1855, în timpul unei furtuni la gura Sulinei, 24 de nave și 60 de șlepuri au eșuat sau s-au scufundat și aproape 300 de oameni au pierit”. În general se numărau anual, acolo, circa 60 de naufragii, raportate la cele aproximativ 1.000 de nave care încercau să intre din mare pe fluviu. O mare parte din vasele de transport maritim preferau să rămână în larg, aproape de gurile Dunării, iar grânele se transbordau cu ajutorul șlepurilor și barjelor.
Ajuns în ianuarie 1857 la Galați, cînd Dunărea era înghețată, Charles Hartley a avut la dispoziție un interval de timp de circa o lună în care a investigat situația de pe teren, iar în martie a realizat ridicări topografice la gurile brațelor Sulina și Sfântul Gheorghe. Ca măsuri imediate pentru îmbunătățirea provizorie a navigației, a adus doua drăgi, una la Sulina și una la grindul Argani. La 5 aprilie 1857 a fost chemat în fața Comisiei, care i-a dat dispoziție să examineze rapid cele trei brațe ale Deltei, astfel încât să fie în măsură să recomande unul dintre ele pentru lucrări de amenajare definitive, ținând seama de adâncimea maximă a apei care putea fi atinsă la trecerea peste barele (bancurile de nisip ce se formau la gurile de vărsare în mare) acestora. De asemenea, trebuia să se țină seama și de perspectiva de a se putea realiza un port la gura de vărsare a brațului ales pentru navigație. În termeni moderni, Comisia i-a cerut inginerului șef un studiu de fezabilitate. Hartley a rezistat presiunilor venite din partea unor membri ai Comisiei de a urgenta cercetarea terenului, și a cules o enormă cantitate de date asupra adâncimilor brațelor Dunării și a mării la vărsare, asupra debitelor și a repartiției acestora între brațe etc.
Alți ingineri specialiști, consultați în paralel de Comisia Europeană a Dunării, au emis variante pentru diferite tipuri de lucrări de amenajare pentru navigație atât pentru brațul Sulina cât și pentru brațul Sf. Gheorghe, în timp ce Hartley își pregătea propriul său raport final, și se lupta să asigure, cu puținele mijloace pe care le avea la îndemână, navigabilitatea la gura de vărsare a brațului Sulina, cu o singură dragă, obținută și aceasta cu greu. Această luptă cu dragarea barei de la gura Sulina l-a convins pe Hartley de ineficiența îndepărtării materialului aluvionar care se aduna la bară prin simple mijloace mecanice, pentru că acțiunea valurilor provocate de furtunile din largul Mării Negre și a curenților marini refăceau rapid obstacolul constituit de această bară. Totodată, el a făcut investigații aprofundate asupra disponibilității materialelor de construcții din zonă, descoperind calcare și șisturi convenabile pentru construcții hidrotehnice în apropiere de Beștepe. El a luat în considerare chiar și Insula Șerpilor ca sursă posibilă de aprovizionare cu piatră, dar riscurile transportului pe mare până la gurile Dunării au făcut ca această sursă să rămână incertă. În zona Babadag, cu toate asigurările guvernatorului turc de acolo, nu a găsit suficient lemn de stejar pentru lucrările pe care le planificase, fiind nevoit ulterior să caute lemn de calitate corepunzătoare mult mai departe.
În octombrie 1857, Charles Hartley a finalizat studiul de fezabilitate („raportul final” cum se numea pe atunci) și l-a prezentat în fața Comisiei. Raportul conținea date detaliate despre situația la zi a nivelurilor și debitelor Dunării la vărsare, curenții de apă, vânturile dominante, vitezele de curgere și de sedimentare a aluviunilor, modul de formare și evoluție a barei de la gurile fluviului etc. Din start, Hartley  a scos din discuție Chilia, chiar dacă era brațul cu cea mai mare debit cele trei, în principal din cauza deltei secundare complexe a acestui braț, care ar fi făcut amenajarea lui foarte costisitoare și din cauza riscului politic al apropierii prea mari de granița Imperiului Rus. Rămâneau în discuție celelalte două brațe, Sulina și Sf. Gheorghe, pentru a fi alese pentru lucrări definitive de amenajare a șenalului navigabil. Brațul Sf. Gheorghe era pe atunci mai adânc și mai larg, și practic fără bancuri de fund pe parcursul său, cum era brațul Sulina, dar acesta din urmă avea avantajul că era mai scurt cu 12 mile marine (circa 22 km), iar adâncimile la bara de la gura de vărsare în mare erau cu cel puțin 4 picioare (1,22 m) mai mari decât bara de la Sf. Gheorghe.

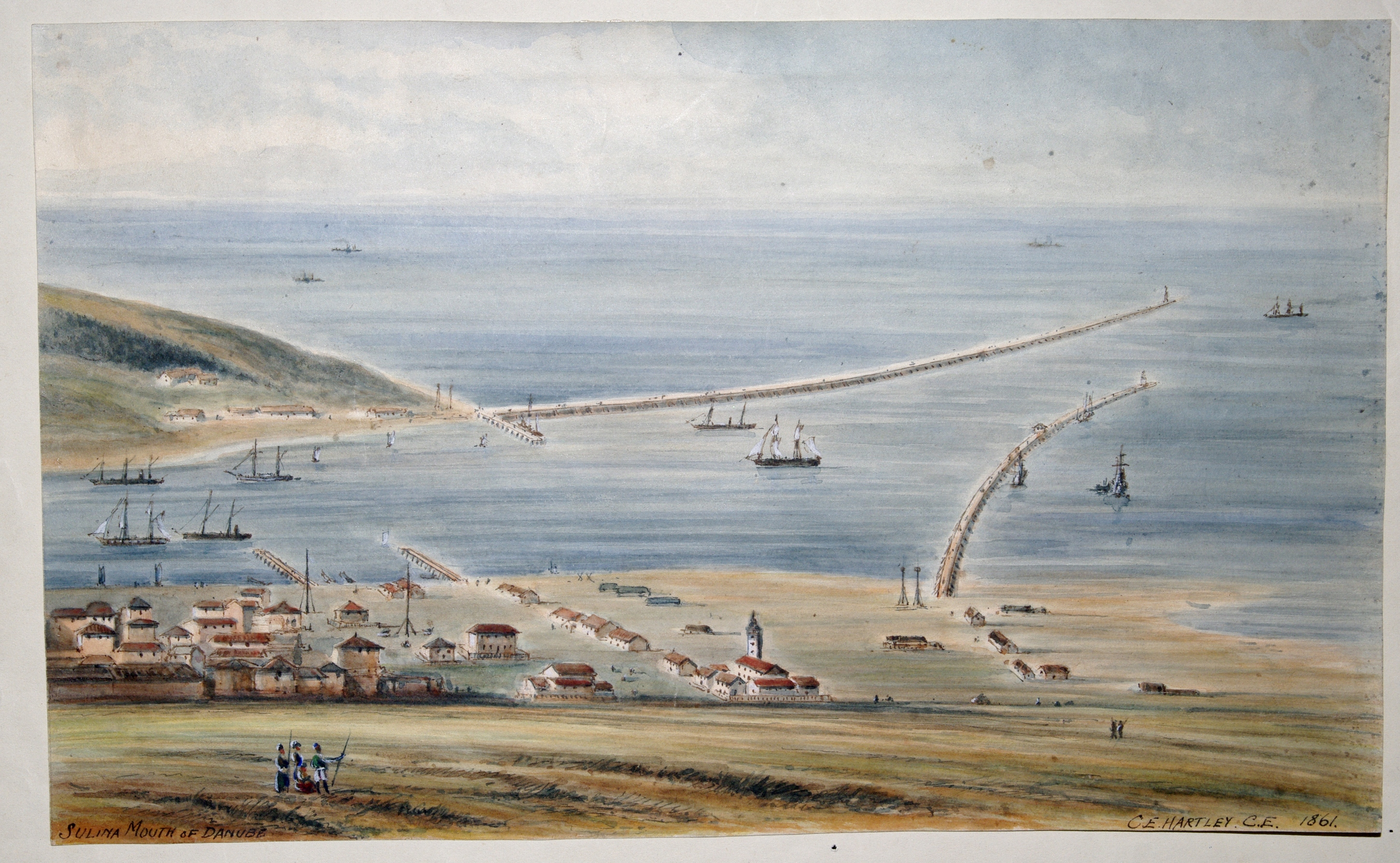
Lucrările de amenajare (jetelele) de la Sulina, în 1861

Cea mai importantă propunere din proiectul lui Hartley, idee care nu era unanim acceptată, atunci când a propus-o, era aceea de a se construi două diguri paralele (jetele) la gura de vărsare în mare, amplasate astfel încât să concentreze curgerea apei fluviului cu debite și viteze mari printr-o secțiune îngustată; s-ar fi obținut astfel mărirea adâncimilor la bară pe cale naturale. În acest fel s-ar fi evitat cât mai mult posibil dragarea, operație costisitoare, chiar dacă, în timp, soluția cu jetele ar fi impus o prelungire continuă a digurilor paralele către larg. Hartley a prezentat planuri și estimări pentru lucrări definitive la ambele guri, Sulina și Sf. Gheorghe. Dezbaterile Comisiei referitoare la alegerea uneia dintre cele două guri pentru lucrările definitive s-au blocat însă, din cauza intereselor divergente ale comisarilor; abia la 13 februarie 1858 s-a ajuns la un compromis, și anume să se ceară părerea Conferinței de la Paris asupra deciziei cu privire la soluția definitivă de amenajare. La Paris, ca urmare a acestei solicitări, inginerii experții, fără să studieze amănunțit caracteristicile amplasamentului, au respins, ca fiind prea riscantă și dificilă, ideea lui Hartley privind realizarea unor diguri paralele („jetele”) care să traverseze bara, și au propus executarea unui canal nou, la gura Sf. Gheorghe, realizat în unghi drept față de cursul brațului respectiv.
După multe tergiversări, Comisia Europeană a Dunării a decis ca lucrările hidrotehnice pentru ameliorarea navigației să se concentreze definitiv pe brațul și gura Sulina; un argument care a cântărit mult în luarea acestei decizii a fost faptul că deja începuseră să se vadă rezultatele spectaculoase ale lucrărilor provizorii de la gura Sulina. Astfel, după prima etapă de construcție a celor două jetele, adâncimea la bară ajunsese în aprilie 1861 la 17 picioare (5,20 m), adică aproape dublul adâncimii obișnuite, și cu 6 picioare (1,80 m) mai mult decât ceruse Comisia Dunării, atunci când comandase proiectul lucrărilor provizorii de la Sulina. Această adâncime s-a menținut în toată vara și toamna anului 1861 pe o lățime a șenalului navigabil de 500 picioare (152 m).
După ce, inițial, proiectul lui Hartley fusese privit cu neîncredere, rezultatele obținute, îndeosebi creșterea și menținerea adâncimilor necesare pentru navigație la gura de vărsare a brațului Sulina, au făcut ca reputația lui să crească foarte mult. De la un inginer cvasi-necunoscut, lucrând undeva departe, într-o „țară ciudată”, el a devenit deodată obiectul laudelor și onorurilor. Comisia Europeană a Dunării a celebrat succesul cu o serbare organizată la Sulina, la 3 septembrie 1861, serbare la care Charles Hartley s-a aflat în centrul atenției. Cu această ocazie, Rașid Pașa, guvernatorul turc din Tulcea l-a anunțat pe Hartley că îl va decora, în numele sultanului Abdul-Aziz, cu ordinul otoman „Medjidieh”; acesta a refuzat însă, deoarece conform regulilor britanice nu avea permisiunea să accepte decorații străine.
Charles Hartley a rămas în funcția de inginer șef al Comisiei Europene a Dunării până în 1872, iar după aceea a devenit inginer consultant al Comisiei o perioadă îndelungată (până în 1907), coordonând activitatea de îndreptare, regularizare și navigabilizare a  ceea ce va deveni marele canal al Sulinei, accesibil navelor maritime, care a rămas până în prezent o cale navigabilă foarte importantă atât pentru România cât și pentru celelalte state riverane din bazinul Dunării, chiar și după construirea Canalului Dunăre-Marea Neagră în deceniul al optulea al secolului XX.

## Distincții
În 1869 a fost ales Fellow al Royal Society of Edinburgh, fiind propus de către David Stevenson. A fost înnobilat cu titlul de cavaler în 1862 și a fost numit KCMG în 1884. 
În 1907 a fost ales membru de onoare al Academiei Române.
Charles Hartley a fost un membru activ al Institution of Civil Engineers, iar pentru lucrările sale științifice publicate i-au fost acordate medaliile Telford, Watt și Stephenson. El a primit, de asemenea, Medalia Albert⁠(d) de la Royal Society of Arts⁠(d) în 1913, ca recunoaștere a serviciilor sale publice.

## In memoriam
În anul 2016, la Sulina, în fața fostului sediu al Comisiei Europene a Dunării, a fost amplasat un bust al lui Sir Charles Augustus Hartley. Pe soclul monumentului se află inscripția:
Sir Charles A. Hartley. 1825 - 1915. Inginerul șef care a muncit să facă ultima parte a Dunării navigabile.

## Lucrări publicate
- Description of the Delta of the Danube („Descrierea Deltei Dunării”, 1874)
- Notes on Public Works in the United States and Canada („Note privind lucrările publice în Statele Unite și Canada”, 1875)